# Fernando Magalhães (Mediziner)
Fernando Augusto Ribeiro Magalhães (* 18. Februar 1878 in Rio de Janeiro; † 10. Januar 1944 ebenda) war ein brasilianischer Gynäkologe und Geburtshelfer, Hochschullehrer sowie Präsident der Academia Brasileira de Letras.

## Biographie
Fernando Magalhães wurde 1878 als Sohn von Antônio Joaquim Ribeiro de Magalhães und Deolinda Magalhães geboren. Er absolvierte seinen Schulabschluss am Colégio Pedro II und studierte danach an der Medizinischen Fakultät der Universität Rio de Janeiro. Dort wurde er 1899 promoviert. Direkt im Anschluss begann seine Lehrtätigkeit als Dozent an der Klinik für Gynäkologie und Geburtshilfe. Von 1915 bis 1918 leitete Magalhães die Frauenklinik von Rio de Janeiro (Hospital da Maternidade), ehe er ab 1922 planmäßiger Professor für Geburtshilfe der Universität von Rio de Janeiro wurde.
In der Folgezeit engagierte sich Magalhães verstärkt in verschiedenen Bereichen von Bildung, Forschung und Politik. 1926 gründete er die Wohltätigkeitsorganisation „Pró-Matre“, die sich jahrelang für Mütter und deren Kinder einsetzte. Sowohl 1929 als auch von 1931 bis 1932 hatte er zwei Amtszeiten der Präsidentschaft der Academia Brasileira de Letras, einer brasilianischen Literaturgesellschaft, inne, der er seit 1926 angehörte (cadeira 33). Nachdem er 1930 bereits zum Direktor der gesamten Medizinischen Fakultät ernannt worden war, stand er der Universität ab 1933 als Dekan vor. Im Zuge der Rebellion der „großen Koalition der Unzufriedenen“, bei der Getúlio Vargas als neuer Präsident Brasiliens installiert wurde, wählte man Magalhães in die Verfassunggebende Versammlung, die die neue, im Juli 1934 in Kraft tretende Verfassung Brasiliens ausarbeitete.
Seine wissenschaftliche Leistung beläuft sich auf über 200 Fachbeiträge sowie ein Kompendium aus sechs Bänden zur klinischen Geburtshilfe. Magalhães war zudem in diversen wissenschaftlichen Akademien und Verbänden seines Faches (Academia Nacional de Medicina: nationale medizinische Akademie, Sociedade de Medicina e Cirurgia: medizinisch-chirurgische Gesellschaft, Société Obstétrique de Paris: obstetrische Gesellschaft von Paris) und außerhalb seines Faches (Conselho Nacional de Ensino: nationaler Bildungsrat, Instituto Histórico e Geográfico Brasileiro: historisch-geographisches Institut Brasiliens, Academia das Ciências de Lisboa: Akademie der Wissenschaften von Lissabon) vertreten. Darüber hinaus erlangte er die Ehrendoktorwürde an den Universitäten zu Lissabon und Coimbra.